# Federación Andaluza de Montañismo
La Federación Andaluza de Montañismo (también conocida como FAM o FEDAMON) es la entidad andaluza dedicada a aglutinar los intereses deportivos relacionados con los deportes de montaña. Es una entidad privada, de utilidad pública, sin ánico de lucro y con personalidad jurídica propia. Está inscrita en el Registro Andaluz de Entidades Deportivas.
Según sus estatutos los objetivos de la FAM son la promoción, reglamentación, organización y desarrollo de la práctica del montañismo, en todas sus variantes, en el ámbito de Andalucía. Además, también forman parte de sus objetivos la difusión sobre parajes naturales, colaboración con actividades del ámbito científico, formación de deportistas, técnicos y árbitros, y la colaboración con la Junta de Andalucía en la legislación sobre las materias que le competen.
Forma parte de la Federación Española de Deportes de Montaña y Escalada.

## Afiliación
A fecha de 2013, la FAM engloba a más de 30 000 federados y federadas, y más de 300 clubes en las ocho provincias andaluzas, lo que la convierte en una de las principales federaciones nacionales de montaña por número de afiliados.
La FAM ofrece la posibilidad de federarse tanto a miembros de clubes como a independientes, con cuotas variables en función de la póliza de seguro asociada a la licencia.
Estar federado en la FAM ofrece una serie de ventajas:
- Seguro de accidentes durante la práctica del montañismo según póliza concertada.
- Seguro de responsabilidad civil durante la práctica del montañismo según póliza concertada.
- Acceso a cursos federativos.
- Acceso a actividades federativas.
- Acceso a premios y subvenciones deportivas.
- Acceso a las redes y canales de comunicación FAM.
- Utilización de rocódromos e instalaciones conveniadas.

## Actividades y prácticas deportivas
Los estatutos de la FAM especifican su competencia y relación directa con las siguientes actividades y prácticas deportivas:
- Excursiones y travesías por baja, media y alta montaña en todas sus variantes y combinaciones (deportivas, turísticas, entorno natural, culturales y científicas).
- Senderismo en todas sus variantes (incluida la marcha nórdica).
- Escalada en todas sus variantes.
- Alpinismo en todas sus variantes.
- El barranquismo en todas sus variantes
- El esquí de travesía o de montaña.
- Las acampadas y campamentos en el medio natural relacionadas con alguna otra de sus competencias deportivas

## Competiciones
La FAM organiza en Andalucía diferentes competiciones en distintas modalidades deportivas:
- Copa Andaluza de Carreras por Montaña
- Copa Andaluza de Escalada
- Copa Andaluza de Esquí
- Copa Andaluza de Marchas de Resistencia
- Copa Andaluza de Marchas Infantil - Juvenil
- Copa Andaluza de Marcha Nórdica

## Organización
El organigrama de la FAM consta de 6 áreas:
- Área deportiva
- Área de presidencia
- Área de medio ambiente
- Área de infraestructuras
- Área social
- Área de formación y seguridad

Cada una de estas áreas puede tener comités y juntas propios, en función de su finalidad.